# Pucciphippsia
Pucciphippsia eller Snösaltgrässläktet är ett släkte av gräs. Pucciphippsia ingår i familjen gräs rapporterade från Grönland, Svalbard och Magadan.

## Arter
- Pucciphippsia czukczorum Tzvelev - Magadan (del av Ryssland)
- Pucciphippsia vacillans (Th.Fr.) Tzvelev  - Grönland, Svalbard).

Kladogram enligt Catalogue of Life:
| Pucciphippsia | \| \| Pucciphippsia czukczorum \| \| \| \| \| \| Pucciphippsia vacillans \| \| \| \| |
|               | \| \| Pucciphippsia czukczorum \| \| \| \| \| \| Pucciphippsia vacillans \| \| \| \| |
|               | Pucciphippsia czukczorum                                                             |
|               |                                                                                      |
|               | Pucciphippsia vacillans                                                              |
|               |                                                                                      |